# レオポール・クレマン・ド・ロレーヌ
レオポール＝クレマン・シャルル・ド・ロレーヌ（Léopold-Clément Charles de Lorraine, 1707年4月25日 - 1723年6月4日）は、独仏国境地域のロレーヌ公国の公世子。神聖ローマ皇帝フランツ1世の兄にあたる。
ドイツ語名でレオポルト・クレメンス・カール・フォン・ロートリンゲン（Leopold Clemens Karl von Lothringen）と呼ばれることもある。

## 生涯
ロレーヌ公レオポールとその妻でフランス王ルイ14世の姪にあたるエリザベート・シャルロット・ドルレアンの間の第8子、三男として生まれた。1711年に次兄ルイの死により父の後継ぎとなった。
1723年、父方の祖母の従甥にあたる神聖ローマ皇帝カール6世の元で学業を修めるべく、ウィーン宮廷に送られた。このウィーン行きには、皇帝の長女マリア・テレジア大公女との縁談を進める目論見も含まれていた。同年、レオポール＝クレマンは実家のリュネヴィルに戻ってまもなく天然痘に罹り、16歳で死去した。遺体はナンシーのサン・フランソワ・ド・コルディア教会に葬られた。